# Pseudohadena roseotincta
Pseudohadena roseotincta là một loài bướm đêm trong họ Noctuidae.